# William Fell Giles

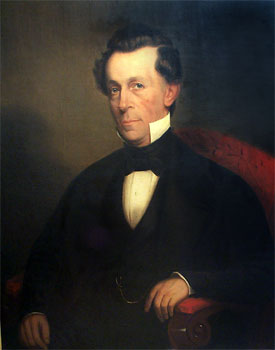
William Fell Giles

William Fell Giles (* 8. April 1807 im Harford County, Maryland; † 21. März 1879 in Baltimore, Maryland) war ein US-amerikanischer Jurist und Politiker. Zwischen 1845 und 1847 vertrat er den Bundesstaat Maryland im US-Repräsentantenhaus; später wurde er Bundesrichter.

## Werdegang
William Giles besuchte zunächst eine Privatschule und dann die Bel Air Academy. Nach einem anschließenden Jurastudium und seiner 1829 erfolgten Zulassung als Rechtsanwalt begann er in Baltimore in diesem Beruf zu arbeiten. Gleichzeitig schlug er als Mitglied der Demokratischen Partei eine politische Laufbahn ein. In den Jahren 1838 bis 1840 saß er im Abgeordnetenhaus von Maryland. Bei den Kongresswahlen des Jahres 1844 wurde Giles im vierten Wahlbezirk von Maryland in das US-Repräsentantenhaus in Washington, D.C. gewählt, wo er am 4. März 1845 die Nachfolge von John P. Kennedy antrat. Da er im Jahr 1846 auf eine weitere Kandidatur verzichtete, konnte er bis zum 3. März 1847 nur eine Legislaturperiode im Kongress absolvieren. Diese war von den Ereignissen des Mexikanisch-Amerikanischen Krieges geprägt.
Ab 1853 war William Giles Richter am Bundesbezirksgericht für den Distrikt Maryland. Mehr als 30 Jahre lang gehörte er dem Vorstand der American Colonization Society an. Außerdem war er einer der Staatsbeauftragten von Maryland zur Überwachung der Auswanderung freier Afroamerikaner nach Liberia. William Giles starb am 21. März 1879 in Baltimore, wo er auch beigesetzt wurde.